# Aethalops alecto
Il pipistrello della frutta pigmeo (Aethalops alecto Thomas, 1923) è un pipistrello appartenente alla famiglia degli Pteropodidi, endemico dell'Ecozona orientale.

## Descrizione

### Dimensioni
Pipistrello di piccole dimensioni, con la lunghezza della testa e del corpo tra 52,1 e 80 mm, la lunghezza dell'avambraccio tra 43 e 52,8 mm e un peso fino a 24 g.

### Aspetto
La pelliccia è lunga, densa, lanosa e si estende sugli avambracci e sugli arti inferiori fino alla base degli artigli dei piedi. Il colore del corpo varia dal bruno-grigiastro scuro al bruno-rossastro, la testa è nerastra, mentre la parte centrale del ventre è leggermente più chiara. Il muso è relativamente stretto ed appuntito, gli occhi sono grandi. Le orecchie sono nere, con i margini leggermente più spessi e più chiari. Le membrane alari sono bruno-nerastre e ricoperte di piccole macchie più chiare appena visibili. È privo di coda e del calcar, mentre l'uropatagio è ridotto ad una sottile membrana lungo la parte interna degli arti inferiori densamente ricoperto di peli.

## Biologia

### Comportamento
Si rifugia singolarmente od in piccoli gruppi di 2-3 individui.

### Alimentazione
Si nutre probabilmente di piccoli soffici frutti degli alberi delle foreste montane.

### Riproduzione
Sono state osservate femmine gravide tra aprile e giugno nella Penisola Malese, ed a ottobre a Lombok.

## Distribuzione e habitat
Questa specie è diffusa nella Penisola Malese e in Indonesia.
Vive nelle foreste primarie di sempreverdi tra i 1.000 e i 2.700 metri di altitudine.

## Tassonomia
Sono state riconosciute tre sottospecie.
- A.a. alecto: Penisola Malese, Sumatra;
- A.a. boeadii (Kitchener & Al., 1993): Bali e Lombok;
- A.a. ocypete (Boeadi & Hill, 1986): Java.

## Conservazione
La IUCN Red List, considerato il vasto Areale e la preferenza agli habitat montani, meno sfruttati degli altri, classifica A. alecto come specie a rischio minimo (Least Concern)).